# Papírmalom

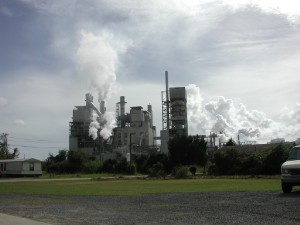
Az International Paper Company amerikai papíripari vállalat Kraft papírmalma Georgetown (Dél-Karolina) városban. Felépítésekor ez volt a világ legnagyobb papírmalma.

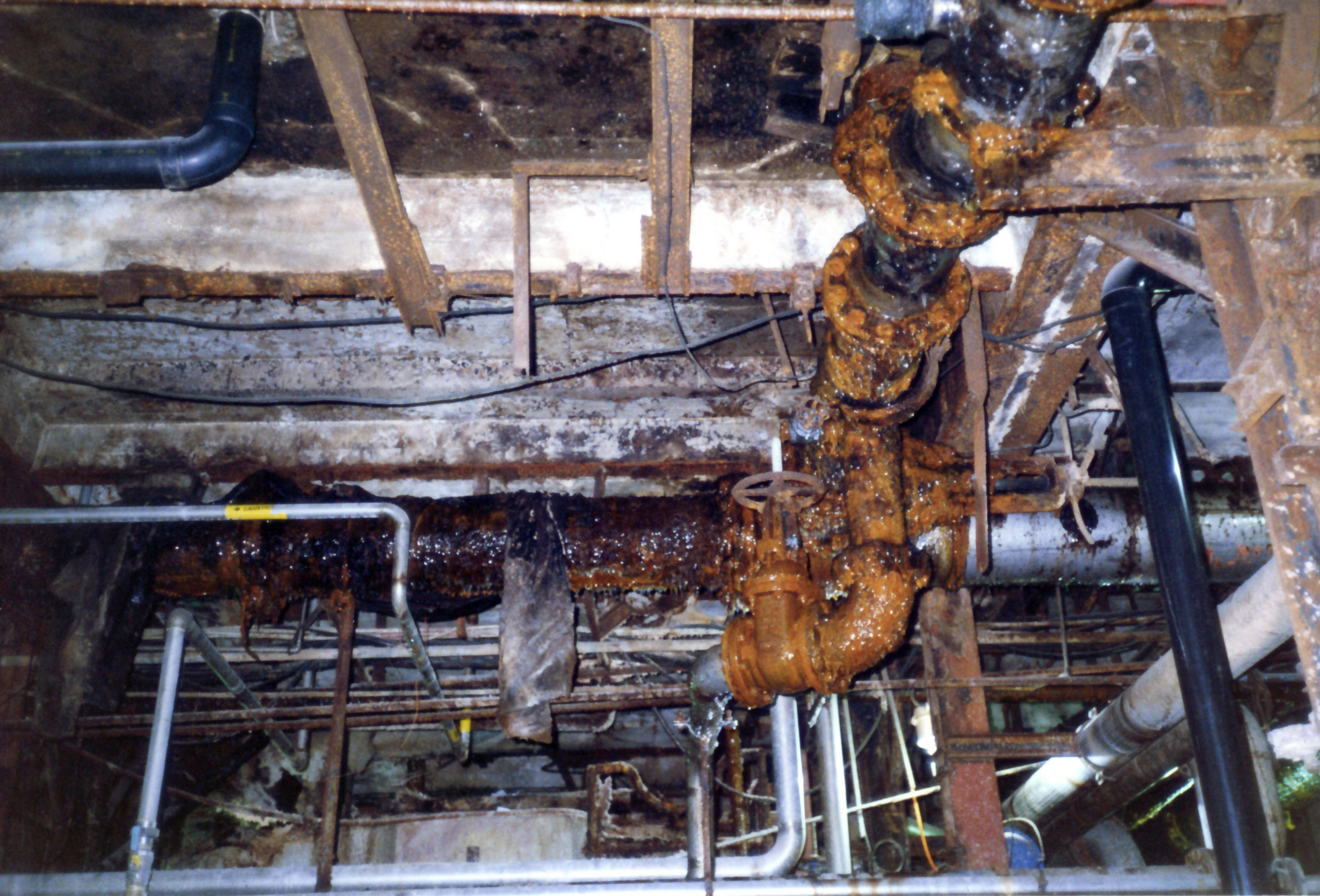
Egy papírmalom alagsora. A pépesítés, a cellulóz kioldása és a papír elkészítése jelentős mennyiségű vegyi anyagot és vizet igényel, amely erősen korrodálja a papírgyártásban felhasznált gépeket.

A papírmalom a papír előállítását végző üzem (régies) megnevezése, manapság jobban elterjedt a papírgyár kifejezés. A papírmalomban végzik a papírgyártás nagyüzemi műveleteit.

## Története

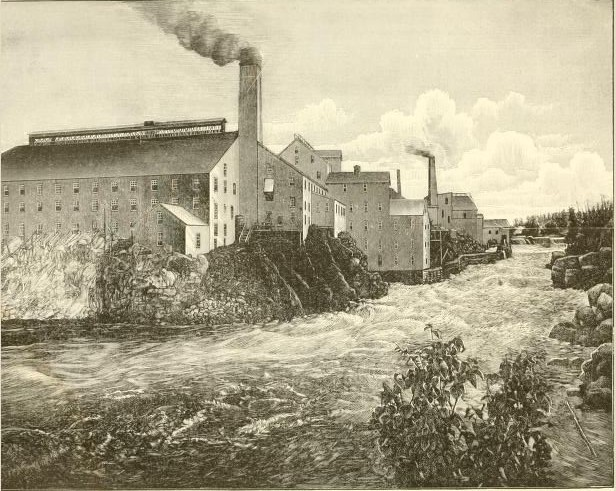
Papírmalom a 19. század közepén (a Forest Fibre Company New Hampshire-ben).

A papírmalom kifejezés onnan ered, hogy a papír gyártásához rengeteg vízre van szükség, ezért ezeket az üzemeket igyekeztek vízfolyások mellé telepíteni. A vízimalomhoz hasonlóan az alapanyag előkészítéséhez, felaprításához felhasználták a víz erejét.
A papírt feltaláló kínaiak, majd a technológiát átvevő muzulmán országok a középkorban általában emberi vagy állati erővel működtették a papírgyártáshoz szükséges gépeket, a víz felhasználására nincs egyértelmű bizonyíték.
A történészek bebizonyították, hogy 794−795 körül papírüzemek működtek az Abbászida-dinasztia fővárosában, Bagdadban, de vita tárgya, hogy ezeket papírmalomnak lehet-e nevezni.Ibn Battúta 400 "papírgyártó malomkőről" számolt be a marokkói Fez városában, de egyrészt nem is említi a víz felhasználását, másrészt nehéz elképzelni, hogy elegendő víz állt volna rendelkezésre ennyi malom meghajtásához, ezért a történészek szerint ez állati vagy emberi erővel hajtott malmokat takar.
Az első, vízzel hajtott papírmalomra vonatkozó utalás 1282-ből származik, a mai Spanyolország területén található Aragóniai Királyságból. III. Péter aragóniai király egyik rendeletében utal a királyi papírmalom ("molendinum") megalapítására Xàtiva városban, amely a korabeli papírgyártás egyik fontos központja volt. A dokumentum szerint a helyi – muzulmán – papírgyártók ellenezték a technológiai újítást bevezető papírmalom megjelenését, mivel külön garantálta számukra a jogot, hogy folytassák a hagyományos (azaz kézi) úton történő papírgyártást, illetve felmentette őket az új malomban való munka alól.

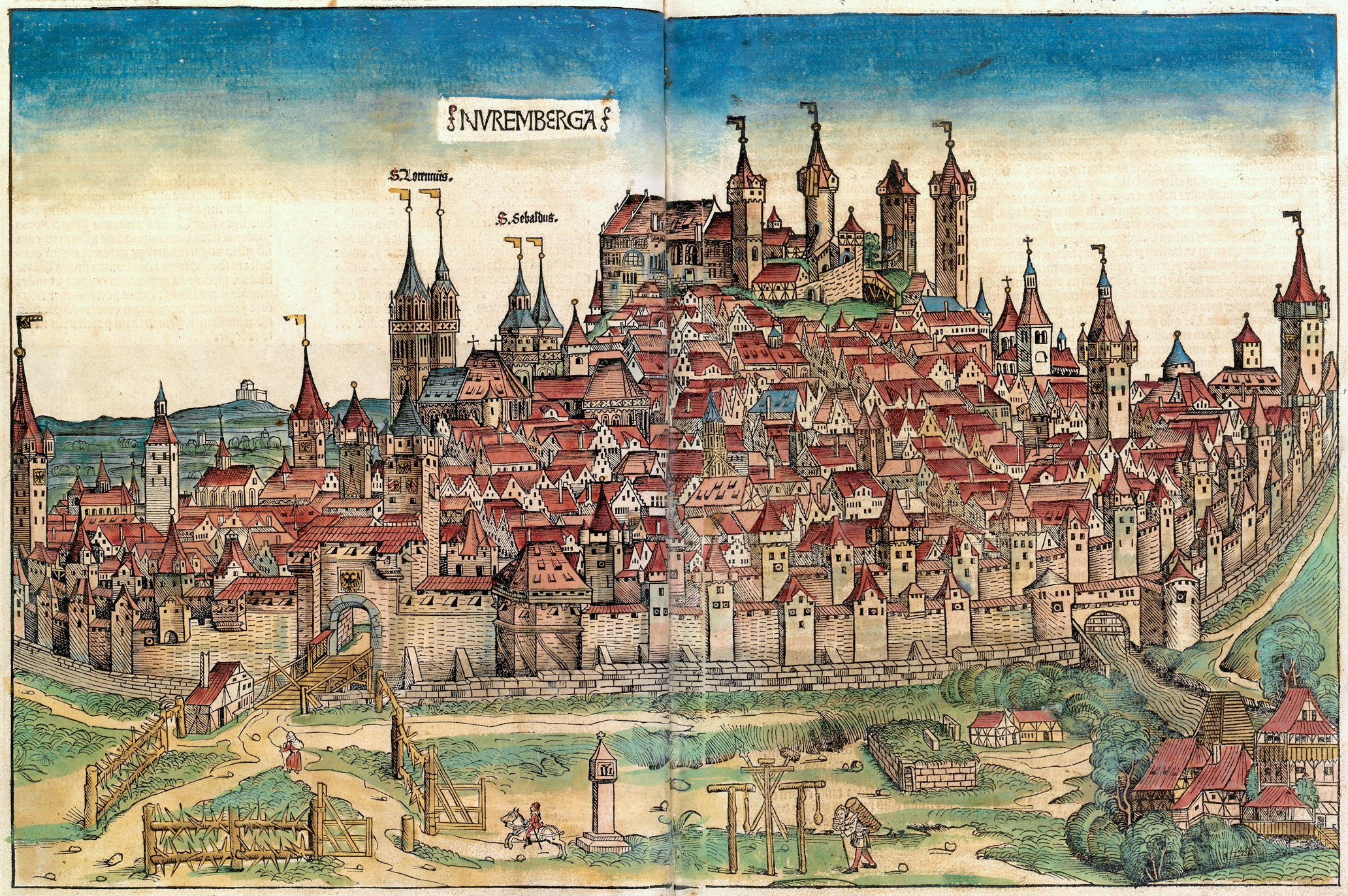
Stromer papírmalma a Nürnbergi Krónika egyik illusztrációján (a kép jobb alsó sarkában).

Észak-Európában az első állandó papírmalmot 1390-ben alapította Nürnbergben Ulman Stromer, a malmot később a gazdagon illusztrált Nürnbergi Krónika is megörökítette. A 14. századtól kezdve Európában jelentős haladás történt a papírgyártás gépesítése terén.
A középkori Magyarország területén az első papírmalom Lőcse város területén kezdte meg működését, feltehetőleg 1515 előtt. A malmot Tamás mester irányította, aki feltehetően német területről érkezett. 1530. november 24-én reggel 9 órakor zsoldosok megrohanták Lőcsét és más épületekkel együtt felégették a papírmalmot is.
A 17. században 27, a 18. században 103, a 19. században 42, míg a 20. században 20 papírmalmot, illetve -gyárat alapítottak Magyarország területén.

## Kialakítása
A papírmalom lehet teljesen integrált vagy nem integrált. Az első esetben a papírmalom területén történik az alapanyagok pépesítése és áztatása is. A nem integrált papírmalmok viszont a máshol előállított (általában fa-)rostot előkészítve kapják meg és azt dolgozzák fel.
A modern papírmalmok jelentős mennyiségű vizet és energiát használnak fel a papír előállítása során, ezért napjainkban is előszeretettel települnek nagy vízfolyások mellé.

## Fordítás
- Ez a szócikk részben vagy egészben  a   Paper mill című angol Wikipédia-szócikk fordításán alapul.  Az eredeti cikk szerkesztőit annak laptörténete sorolja fel. Ez a jelzés csupán a megfogalmazás eredetét és a szerzői jogokat jelzi, nem szolgál a cikkben szereplő információk forrásmegjelöléseként.